# ルディン・ナコ
ルディン・ナコ（Rudin Nako 、1987年5月20日 - ）は、アルバニア・フィエル出身のプロサッカー選手。アルバニア・ファーストディビジョン・アポロニア所属。ポジションは、ディフェンダー。